# Джуди Блъндел
Джуди Блъндел (на английски: Judy Blundell) е плодовита американска писателка, авторка на бестселъри за деца и юноши в жанровете научна фантастика, трилър, приключенски роман и любовен роман. Пише и под псевдонима Джуд Уотсън (на английски: Jude Watson) и е писала като Джордан Крей (Jordan Cray).

## Биография и творчество
Джуди Морийн Блъндел е родена на 26 октомври 1956 г. в Бруклин, Ню Йорк, САЩ. Израства в Куинс. От малка обича за разказва, а после и да пише истории.
Започва да учи журналистика в Нюйоркския университет, но се прехвърля и завършва със степен по английски език. След дипломирането си работи една година в областта на рекламата, а след това като редакционен асистент в издателска къща в Ню Йорк. Заедно с работата си започва да пише в свободното си време.
Първият ѝ роман „Disappearing Act“ е публикуван през 1994 г. В следващите години пише под псевдоними. След като опитва да пише любовни романи с поредицата „Невести от окръг „Дивата котка“ се насочва към научната фантастика.
Джуди Блъндел става един от основните автори на огромната продукция от романи, чието действие се развива в света на „Междузвездни войни“. Участва в няколко съвместни поредици и сама пише няколко самостоятелни серии.
През 2009 г. се включва в успешната поредица бестселъри „39 ключа“ с два романа от основната серия – „Отвъд гробницата“ и „В дълбините“, и участва в допълнителните серии от света на героите Ейми и Дан.
Живяла е на различни места в САЩ – Калифорния, Флорида, Лонг Айлънд, Делауеър и Ню Йорк, преди да се установи в Катона, квартал на Бедфорд, щат Ню Йорк. Съпругът ѝ Нийл Уотсън е директор на Музея на изкуствата в Катона. Имат една дъщеря.
Джуди Блъндел живее със семейството си в Стоуни Брук, Лонг Айлънд.

## Произведения

### Като Джуди Блъндел

#### Самостоятелни романи
- Disappearing Act (1994)
- What I Saw And How I Lied (2008) – национална награда за юношеска литература
- Strings Attached (2011)
- A City Tossed and Broken: The Diary of Minnie Bonner (2013)

### Като Джордан Крей

#### Серия „Danger.com“ (Danger.com)
1. Gemini 7 (1997)
2. Firestorm (1997)
3. Shadow Man (1997)
4. Hot Pursuit (1997)
5. Stalker (1998)
6. Bad Intent (1998)
7. Most Wanted (1998)
8. Dead Man's Hand (1998)
9. Shiver (1998)

### Като Джуд Уотсън

#### Самостоятелни романи
- Loot (2014)

#### Серия „Невести от окръг „Дивата котка“ (Brides of Wildcat County)
1. Dangerous: Savannah's Story (1995)
2. Scandalous: Eden's Story (1995)
3. Audacious: Ivy's Story (1995)
4. Impetuous: Mattie's Story (1996)
5. Tempestuous: Opal's Story (1996)

#### Серия „Предчувствия“ (Premonitions)
1. Premonitions (2004)
2. Disappearance (2005)

#### Сага „Междузвездни войни“

##### Серия „Междузвездни войни: Първа страница“ (Star Wars: 1st Person Journal)
- Captive to Evil (1998)

от серията има още 2 романа от различни автори

##### Серия „Междузвездни войни: Ученик на джедая“ (Star Wars: Jedi Apprentice)
2. The Dark Rival (1999)
Тъмният съперник, изд.: „Егмонт България“, София (1999), прев. Георги Добрев
3. The Hidden Past (1999) – с Дейл Уолвъртън
Съхранените спомени, изд.: „Егмонт България“, София (2000), прев. Георги Добрев
4. The Mark of the Crown (1999)
Знакът на короната, изд.: „Егмонт България“, София (2000), прев. Георги Добрев
5. The Defenders of the Dead (1999)
Гласовете на жертвите, изд.: „Егмонт България“, София (2001), прев. Георги Добрев
6. The Uncertain Path (2000)
Изгубеният път, изд.: „Егмонт България“, София (2001), прев. Георги Добрев
7. The Captive Temple (2000)
8. The Day of Reckoning (2000)
9. The Fight for Truth (2000)
10. The Shattered Peace (2000)
11. The Deadly Hunter (2000)
12. The Evil Experiment (2000)
13. The Dangerous Rescue (2001)
14. The Ties That Bind (2001)
15. The Death of Hope (2001)
16. The Call to Vengeance (2001)
17. The Only Witness (2001)
18. The Threat Within (2002)
от серията има още 1 роман от Дейл Уолвъртън

##### Серия „Междузвездни войни: Издирването на джедаите“ (Star Wars: Jedi Quest)
1. The Way of the Apprentice (2002)
2. The Trail of the Jedi (2002)
3. The Dangerous Games (2002)
4. The Master of Disguise (2002)
5. The School of Fear (2003)
6. The Shadow Trap (2003)
7. The Moment of Truth (2003)
8. The Changing of the Guard (2004)
9. The False Peace (2004)
10. The Final Showdown (2004)

##### Серия „Междузвездни войни: Последните джедаи“ (Star Wars: Last Of The Jedi)
1. The Desperate Mission (2005)
2. Dark Warning (2005)
3. Underworld (2005)
4. Death on Naboo (2006)
5. A Tangled Web (2006)
6. Return of the Dark Side (2006)
7. Secret Weapon (2007)
8. Against the Empire (2007)
9. Master of Deception (2007)
10. Reckoning (2008)

#### Сага „39 ключа“

##### Серия „39 ключа“ (39 Clues) – основна
4. Beyond the Grave (2009)
Отвъд гробницата, изд.: „Егмонт България“, София (2009), прев. Емилия Масларова
6. In Too Deep (2009)
В дълбините, изд.: „Егмонт България“, София (2010), прев. Емилия Масларова, Владимир Молев
от серията има още 8 романа от различни автори

##### Серия „39 ключа: Кахил срещу Веспърс“ (39 Clues: Cahills vs. Vespers)
2. A King's Ransom (2011)
от серията има още 5 романа от различни автори

##### Серия „39 ключа: Неудържим“ (39 Clues: Unstoppable)
1. Nowhere To Run (2013)
от серията има още 3 романа от различни автори

##### Серия „39 ключа: Двоен кръст“ (39 Clues: Doublecross)
1. Mission Titanic (2015)
от серията има още 2 романа от различни автори

#### Сборници
- The Sight (2010)